# David Hamilton
David Hamilton (1933-2016) là một nhiếp ảnh gia người Anh. Được xem là một trong những tác giả quan trọng của nhiếp ảnh đương đại, trong các tác phẩm của ông, nhiều bức là ảnh khỏa thân, gồm cả ảnh khỏa thân trẻ em.

## Tiểu sử
David Hamilton sinh ngày 15 tháng 4 năm 1933 tại London. Trong thời gian Thế chiến thứ hai, ông tới sống một thời gian ở Dorset, và một vài phong cảnh ở đây đã là nguồn cảm hứng cho ông về sau. Đến cuối thế chiến, David Hamilton quay về London để hoàn thành nốt việc học.
Sau đó David Hamilton làm việc cho một văn phòng kiến trúc. Năm 20 tuổi ông chuyển tới sống tại Paris và làm việc như một người thiết kế hình họa cho Peter Knapp của tạp chí Elle. Một khoảng thời gian sau David Hamilton làm giám đốc nghệ thuật cho tạp chí Queen Magazine ở London rồi lại quay về Paris, trở thành giám đốc nghệ thuật của hệ thống cửa hàng Printemps. Tuy vẫn làm việc cho Printemps, ông bắt đầu sự nghiệp nhiếp ảnh của mình.
Với phong cách mơ mộng và nhẹ nhàng, David Hamilton giành được thành công nhanh chóng. Các tạp chí Realités, Twen, Photo... đều đăng tải những bức ảnh của ông. Đến cuối thập niên 1960, phong cách của ông trở nên rõ ràng và ghi dấu ấn riêng. Các tác phẩm của Hamilton, gồm 16 album ảnh với con số bán ra hàng triệu bản, 5 bộ phim, rất nhiều các bức ảnh đăng tải trên các tạp chí và nhiều cuộc triển lãm đã đến với công chúng. David Hamilton được xem như một trong những nhiếp ảnh gia quan trọng của nghệ thuật đương đại.
Hiện nay ông sống tại Saint-Tropez, miền Nam nước Pháp. Thập kỷ 70, ông đã tham gia làm đạo diễn cho một số phim tình cảm như Laura (1979), Mùa hè ở St. Tropez (1984)

## Tác phẩm

### Sách
- Dreams of a Young Girl (1971)
- La Danse (1972)
- Sisters (1972)
- Souvenirs (1978)
- The Best (1976)
- Collection privée (1976)
- Bilitis
- La jeune fille (1978)
- Flowers (1990)
- Twenty-Five Years of an Artist (1992)
- The Age of Innocence (1995)
- A Place In The Sun (1996)
- Holiday Snapshots (1999)
- Venezia (2003)
- Seine Besten Bilder (1999)
- Le Nu (2004)

### Phim
- Bilitis (1977)
- Laura, les ombres de l'été (1979)
- Tendres Cousines (1980)
- Premiers désirs (1983) (với Emmanuelle Béart)
- Un été à Saint-Tropez (1984)